# Hôtel de la Marine
El Hôtel de la Marine (en español, lit. 'Casa o Palacio de la Marina') es un edificio situado en París, en la emblemática Plaza de la Concordia (Place de la Concorde). Su nombre se debe a que, desde la Revolución Francesa hasta 2015, fue la sede administrativa de la Marina Francesa.

## Historia

### Antiguo Régimen
El edificio fue construido entre 1757 y 1774, por Ange-Jacques Gabriel, primer arquitecto del rey Luis XV de Francia,  como parte de la Plaza Luis XV, dedicada, precisamente a susodicho monarca. 
En el lado opuesto al río Sena, Gabriel pensó en edificar dos amplias columnatas (inspiradas en la Colonnade du Louvre), para que enmarcaran la estatua del soberano. La columnata oeste albergaría cuatro hôtels particuliers y la este el Gardemeuble de la Couronne (Guardamuebles de la Corona). 
El llamado Hôtel du Gardemeuble fue construido, por lo tanto, según los planos de Gabriel y bajo de dirección del arquitecto, Jacques-Germain Soufflot. Sus dos frontones fueron ornamentados con relieves representando alegorías de la "Magnificencia" y la "Felicidad pública", obras de Guillaume Coustou (hijo) y de Michel-Ange Slodtz.
Desde su finalización en 1774, el edificio fue la sede central del Gardemeuble de la Couronne, un departamento de la Maison du Roi que administraba todos los bienes muebles de la Familia Real, ya fueran muebles, tapices, antigüedades, bronces, armaduras, armas de ceremonia o las Joyas de la Corona. Parte de la colección (la que no se encontraba en las residencias reales) permanecía expuesta en la sede central de París. Así pues, el Hôtel du Gardemeuble se abría al público todos los primeros martes de cada mes, desde Cuasimodo a San Martín. La colección se dividía en cuatro salas: la Salle d'Armes albergaba las armaduras y armas antiguas de los monarcas, la Galerie des Meubles exponía grandes bargueños, cómodas y tapices, la Galerie des bronzes alojaba la colección de esculturas de bronce y, por último, la Salle des Bijoux contenía las Joyas de la Corona.
En su esquina sureste, con vistas al Jardín de las Tullerías, había el appartement del intendant général: Pierre Élisabeth de Fontanieu (1767-1784) y más tarde Marc-Antoine Thierry de Ville-d'Avray (1784-1792). Otras partes del hôtel también contenían una capilla, un lavadero, una biblioteca, talleres y cuadras.
La decoración interior fue obra del arquitecto Jacques Gondouin, inspirado por Piranesi, y constituye una etapa importante en la evolución del gusto en el siglo XVIII. Representa el paso del estilo rocalla al neoclasicismo temprano. 

### Revolución Francesa y siglos posteriores
Cuando las Jornadas de Octubre obligaron al rey Louis XVI y a su familia a trasladarse a vivir al Palacio de las Tullerías en París, el gobierno y la Asamblea Nacional Constituyente tuvieron que hacer lo mismo. El intendant del Gardemeuble, Marc-Antoine Thierry de Ville-d'Avray, acogió amablemente a su primo César Henri de la Luzerne, secretario de estado de la Marina, en el edificio.
Durante el tumultuoso de 1792, el Gardemeuble fue escenario de uno de los robos más espectaculares del siglo: durante la noche del 11 al 12 de septiembre, varios ladrones irrumpieron en la Salle des Bijoux del primer piso y sustrajeron parte de las Joyas de la Corona; al no ser detectados, los ladrones volvieron alrededor de 4 veces durante la semana siguiente. Solo una semana después, a causa del ruido que hacían los ladrones bebiendo y cantando, la guardia se percató de lo que estaba ocurriendo.
El mismo año, con la caída de la monarquía, el Gardemeuble de la Couronne fue abolido, la parte más valiosa de su colección fue enviada al Louvre o a los despachos del nuevo gobierno, el resto fue subastado. Su último intendente, Thierry de Ville-d'Avray, murió asesinado durante las Masacres de Septiembre.
Durante el periodo napoleónico, bajo la dirección del almirante Denis Decrès, el Ministerio de la Marina aumentó considerablemente los despachos hasta ocupar todo el edificio, por tal razón el antiguo Hôtel du Gardemeuble fue renombrado Hôtel de la Marine.
En las siguientes décadas, el edificio no solo fue la sede de la Marina francesa, sino también la residencia de su principal responsable, y bajo el Segundo Imperio, los salones oficiales que dan a la Place de la Concorde fueron redecorados en un pomposo estilo neobarroco apto para la celebración de bailes y recepciones.
Bajo la ocupación alemana, el Hôtel de la Marine fue la sede de la Kriegsmarine.
|                                                               |
| La Felicidad pública, frontón derecho del Hôtel de la Marine. |

|                                   |
| Vista de la Place de la Concorde. |

|                                              |
| Salones de recepción del Hôtel de la Marine. |